# Предмет и метод политической экономии
Предмет и метод политической экономии (англ. The Scope and Method of Political Economy) — книга английского экономиста Джона Невила Кейнса, опубликованная в 1891 году.

## Идеи
Дж. Н. Кейнс отмечает в книге, что политическая экономия не выводит никаких правил поведения, а лишь предоставляет результаты своих исследований к услугам законодателей и общественных преобразователей. Результатом анализа, проведенного в книге, стало выделение в структуре экономической науки позитивной и нормативной составляющих.

## Структура
Книга содержит 10 глав:
1. Введение;
2. Об отношении политической экономии к морали и практике;
3. Сущность и определение политической экономии как позитивной науки;
4. Об отношении политической экономии к социологии;
5. Об определении в политической экономии;
6. О методе специального опыта в политической экономии;
7. О дедуктивном методе в политической экономии;
8. Символический и начертательный метод в политической экономии;
9. Политическая экономия и экономическая история;
10. Политическая экономия и статистика.

## Переводы
- Предмет и метод политической экономии / Джон Невиль Кейнс, магистр философии, проф. этики и б. чл. Пэмброкова колледжа в Кэмбридж. ун-те. Пер. с англ. А. Гуковского, с предисл. прив.-доц. Моск. ун-та А. А. Мануилова. — Москва : тип. И. А. Баландина, 1899. — IV, 279 с. — (Научно-образовательная библиотека).